# Serniczki (obwód wołyński)
Serniczki (ukr.: Сірнички, Sirnyczky) – wieś na Ukrainie w rejonie włodzimierskim obwodu wołyńskiego należąca do zubilnieńskiej silskiej rady (Зубильненська сільська рада). W pobliżu miejscowości znajduje się jezioro Łukowe (Лукове).
Do 2020 w rejonie łokackim. 

## Historia
Za oficjalną datę założenia wsi przyjmuje się rok 1788, na kiedy datuje się też budowę drewnianej cerkwi pw. św. Łukasza (wówczas zapewne unickiej). W XVI–XVIII wieku przez wieś przebiegała tzw. droga włodzimierska – trakt handlowy z Łucka do Włodzimierza, część szlaku kijowskiego. W XIX wieku wieś leżała w powiecie włodzimierskim guberni wołyńskiej. W 2 połowie stulecia istniała tu kaplica rzymskokatolicka należąca do parafii Zaturce.
Przynależność administracyjna w okresie międzywojennym: gromada Serniczki, gmina Kisielin, powiat horochowski, województwo wołyńskie. Serniczki należały do parafii Świętej Trójcy i Marii Magdaleny w Zaturcach, erygowanej w 1620 roku, obejmującej kilkanaście miejscowości w gminach Kisielin i Szczurzyn. W 1938 roku parafia liczyła 1775 wiernych. W czasie II wojny światowej zamieszkująca wieś ludność polska padła ofiarą represji ze strony władz sowieckich oraz ze strony nacjonalistów ukraińskich.
Obok wsi w gminie Kisielin istniała także kolonia Serniczki położona na północny wschód od wsi o tej samej nazwie.
We wsi urodził się (7 września 1947 roku) Ołeksandr Ohorodnyk (Олександр Володимирович Огородник), dyrygent, kompozytor, Ludowy Artysta Ukrainy (1993).

## Zabytki
Drewniana cerkiew św. Łukasza z 1788 roku, przebudowana w 2 połowie XIX wieku.

## Zobacz
- Zbrodnie nacjonalistów ukraińskich w powiecie horochowskim